# 罗伯特·卡里奥
罗伯特·卡里奥（法語：Robert Cailliau，法語發音：[ʁɔbɛʁ kajo]；1947年1月26日—），是一位比利时信息工程师、计算机科学家。他与其CERN同事蒂姆·伯纳斯-李一起开发了万维网（WWW）。

## 生平
卡里奥出生於比利时通厄伦，1958年他随父母搬迁到安特卫普。中学毕业後，他进入大学，於1969年以电子工程及机械工程（荷蘭語：Burgerlijk Werktuigkundig en Elektrotechnisch ingenieur）方向的土木工程师专业毕业於根特大学。他又於1971年在密歇根大学获得了计算机、信息与控制工程的理学硕士学位。
在比利时军队服役期间，他维护了一个Fortran程序来模拟部队调动。
1974年12月，他开始作为研究员在欧洲核子研究组织（CERN）的同步加速器（PS）部门工作，从事加速器控制系统的研究工作。1987年4月，他离开PS部，成为数据处理部（Data Handling division）计算机系统办公室（Office Computing Systems）的团体领袖。1989年，蒂姆·伯纳斯-李提出一个超文本系统，目的是为访问CERN文档及其相关的文档提供多种方式。伯纳斯-李在1990年9月至12月创建了系统，称其为万维网。这段时间内，卡里奥与伯纳斯-李联合发起了项目经费的计划。随後，卡里奥成为项目的关键支持者。
1993年，他与夫琅和费协会合作建立了欧盟委员会的第一个在欧洲范围的基于网络的信息传播项目（WISE）。在他与CERN的法律服务部门（Legal Service）协商後，CERN最终於1993年4月30日将网络技术发布至公有领域。
1993年12月，他开始着手准备第一次国际WWW会议，会议最终在1994年5月举行。会议最终吸引了众多网络先锋来参加，达到380人，在网络的发展史上是一个里程碑。会议促使国际万维网会议委员会成立，从那时起每年都组织会议。1994年至2002年，卡里奥是委员会成员。
1994年，他与欧盟委员会启动了“Web for Schools”项目，将网络引入教育资源。在他协助将网络发展的任务从CERN转移到W3C後，他的时间都投入到公共通信的相关工作中。他於2007年1月提前从CERN退休。

### 近况
卡里奥现在是泛欧洲政治运动组织Newropeans组织的活跃成员，近期他与Luca Cominassi已在组织内起草了一个关於欧洲信息社会计划。
卡里奥在其个人网站上称自己是无神论者。
在万维网的历史上和将来，他都会是一个受到高度重视的公开演讲者。在2009年9月1日於苏格兰爱丁堡举行的年度Runtime Revolution开发者大会上，他发表了主题开幕演讲。

## 获奖经历
- 1995年：ACM软件系统奖（与蒂姆·伯纳斯-李一起获得）[3]
- 1999年：Christophe Plantin Prize（於安特卫普）
- 1999年：南十字星大学名誉博士
- 2000年：根特大学名誉博士
- 2001年：Médaille Genève Reconnaissante（与蒂姆·伯纳斯-李一起获得）
- 2004年：比利时利奥波德国王勋章（英语：Order of Leopold (Belgium)）Commander级（由比利时国王阿尔贝二世）颁发）
- 2006年：通厄伦市榮譽市民
- 2008年：比利时皇家科学与艺术院（英语：The Royal Academies for Science and the Arts of Belgium）金牌
- 2009年：列日大学名誉博士（与蒂姆·伯纳斯-李一起获得）

## 著作

罗伯特·卡里奥设计的WWW历史性标识

- James Gillies; Robert Cailliau. . New York: Oxford University Press, USA. 2000. ISBN 978-0-19-286207-5. （平装）